# 펠리페 무뇨스
펠리페 무뇨스 카파마스(스페인어: Felipe Muñoz Kapamas, 1951년 2월 3일 ~ )은 전 멕시코의 수영 선수이자, 평영을 전문으로 활약하였다.
멕시코인 아버지와 그리스 계통의 어머니 사이에서 태어났으며, 1968년 멕시코시티 올림픽에서 200m 평영을 우승하여 본국의 관중들로부터 열렬한 박수를 받았다.
2008년 이래 멕시코 올림픽 위원회의 위원장을 지냈다.